# Betula honanensis
Betula honanensis — вид квіткових рослин з родини березових (Betulaceae). Росте в Китаї.

## Поширення й екологія
Цей вид є ендеміком Китаю (Хенань). Є дуже мало інформації про середовище існування та екологію цього виду.

## Загрози й охорона
Немає повідомлень про загрози та заходи щодо збереження цього виду.